# Hexatoma kariyai
Hexatoma kariyai är en tvåvingeart som beskrevs av Alexander 1933. Hexatoma kariyai ingår i släktet Hexatoma och familjen småharkrankar. Inga underarter finns listade i Catalogue of Life.